# PMID
Identyfikator PubMed (ang. PubMed Identifier, PMID; PubMed Unique Identifier) – unikatowy identyfikator przypisany do każdego artykułu naukowego bazy PubMed.